# Hvide Sandekanaal
Het Hvide Sande Kanal is een 500 meter lang kanaal in de Deense plaats Hvide Sande. Het verbindt het Ringkǿbing Fjord met de Noordzee. Aan het kanaal liggen de visafslagen en de veilingen van Hvide Sande. Het kanaal biedt een veilige doorgang voor de pleziervaart in het fjord.